# 坂口昇
坂口 昇（さかぐち のぼる、明治40年（1907年）5月28日 - 没年不明）は、日本の実業家、政治家。米子市会議員を務めた。
実業家2代坂口平兵衛の義弟。

## 経歴
島根県松江市出身。

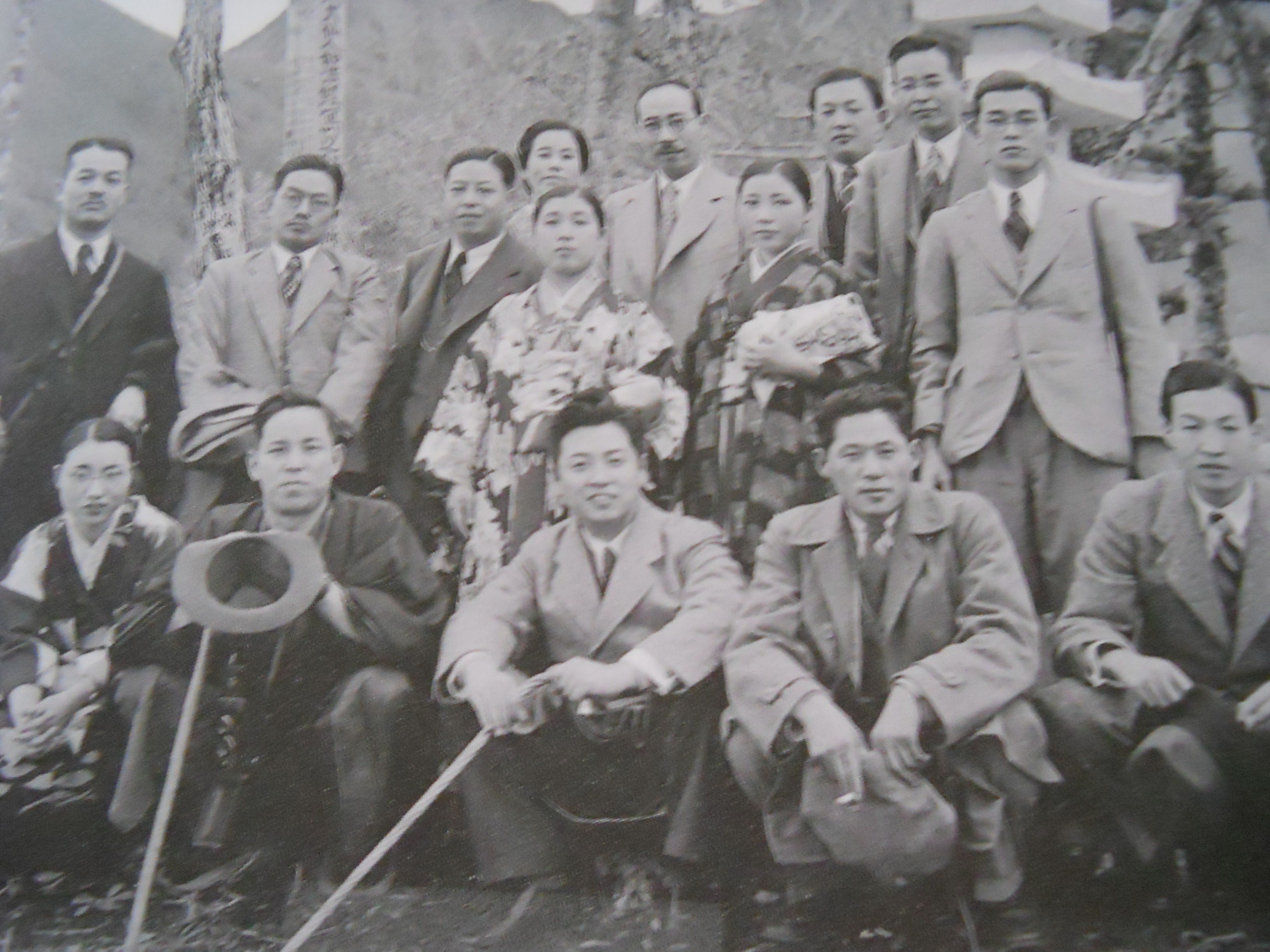
前列右から坂口純三、織田収、赤沢正道、坂口昇。後列左から雑賀愛造、上原準三、2代坂口平兵衛
（大山に遊ぶ清交クラブの面々）

昭和5年（1930年）、東京帝国大学法学部卒業。日本製糸株式会社の取締役を経て、戦時中に三菱軽合金株式会社の資材課長に就いていたが、坂口合名会社を設立し、代表社員となる。